# Imma flavibasa
Imma flavibasa är en fjärilsart som beskrevs av Moore 1887. Imma flavibasa ingår i släktet Imma och familjen Immidae. Inga underarter finns listade i Catalogue of Life.